# Гоцлавек
Гоцлавек (пол. Gocławek) — микрорайон на юго-востоке дзельницы Прага Полудне в Варшаве на восточном берегу реки Висла. Границы Гоцлавека проходят на севере по железнодорожной линии со станцией Отвоцк, на востоке по улице Марса, на юге по улицам Пловецкая и Гроховская, на западе по улицам Бискупа, Заверчанской, Чеховицкой и Пабяницкой.

## История
Усадьба Гоцлавек была построена по заказу примаса Польши Михала Понятовского в XVIII веке. Во время битвы при Грохуве здесь был штаб Юзефа Хлопицкого. Особняк перестроили после Ноябрьского восстания в 1835—1840 годах. В 1915 году в усадьбе была открыта школа, в которой училась польская поэтесса Пола Гоявичыньская. В 1918 году школу преобразовали в детский дом, который находился в ведении методистов. В 1924 году усадьбу купил польский политик Анджей Вержбицкий. При нём здание было полностью отремонтировано. Сегодня в усадьбе размещается Государственное музыкальное училище.
До начала XX века Гоцлавек был деревней, основанной в XVII-XVIII веке. Входил в состав Варшавы по частям: запад в 1916 году, восток в 1951 году. В 20-х годах XX века здесь было 15 дворов и проживало 200 человек. В 1925 году сюда провели трамвайную линию, и после этого началось развитие Гоцлавека. После Второй мировой войны в микрорайоне были проведены работы по благоустройству территории.

## Достопримечательности
- Усадьба Гоцлавек.
- Парк имени Яна Шиповского.
- Яблоновская узкоколейная железная дорога.